# Boddin (Groß Pankow)
Boddin ist ein bewohnter Gemeindeteil im Ortsteil Boddin-Langnow der amtsfreien Gemeinde Groß Pankow (Prignitz) im Landkreis Prignitz in Brandenburg.

## Geografie
Der Ort liegt 3 Kilometer westsüdwestlich von Langnow, 13 Kilometer südöstlich von Groß Pankow und 25 Kilometer östlich von Perleberg.
Nachbarorte sind Sarnow im Norden, Bölzke, Langnower Ausbau und Langnow im Nordosten, Breitenfeld im Südosten, Schönebeck im Süden, Klein Woltersdorf im Südwesten sowie Seefeld und Buchholz im Nordwesten.

## Geschichte
Das Dorf war bis zum 24. Juli 1952 eine Gemeinde im Landkreis Ostprignitz und kam anschließend zum Landkreis Pritzwalk. Am 1. April 1974 wurde es nach Boddin-Langnow eingemeindet und Ortsteil. Seit 31. Dezember 2002 ist der Ort, durch Zusammenschluss von Boddin-Langnow und 13 weiterer Gemeinden, ein bewohnter Gemeindeteil im Ortsteil Boddin-Langnow der Gemeinde Groß Pankow (Prignitz).
Einwohnerentwicklung
| Jahr      | 1875 | 1890 | 1910 | 1925 | 1933 | 1946 | 2006 | 2016 |
| --------- | ---- | ---- | ---- | ---- | ---- | ---- | ---- | ---- |
| Einwohner | 173  | 154  | 179  | 184  | 210  | 296  | 162  | 145  |